# Leichtathletik-Weltmeisterschaften 2023/Teilnehmer (Peru)
| Goldmedaillen | Silbermedaillen | Bronzemedaillen |
| ------------- | --------------- | --------------- |
| —             | 1               | —               |

Der Leichtathletikverband von Peru nahm an den Leichtathletik-Weltmeisterschaften 2023 in Budapest teil. 12 Athletinnen und Athleten wurden vom peruanischen Verband nominiert.

## Medaillengewinnerin
| Medaille | Athletin             | Disziplin   |
| -------- | -------------------- | ----------- |
| Silber   | Kimberly García León | 35 km Gehen |

## Ergebnisse

### Männer

#### Laufdisziplinen
| Athlet                  | Disziplin   | Vorlauf | Vorlauf | Halbfinale | Halbfinale | Finale       | Finale |
| Athlet                  | Disziplin   | Zeit    | Platz   | Zeit       | Platz      | Zeit         | Platz  |
| ----------------------- | ----------- | ------- | ------- | ---------- | ---------- | ------------ | ------ |
| Nelson Ito Ccuro        | Marathon    |         |         |            |            | 2:20:00 h    | 46     |
| Luis Ostos              | Marathon    |         |         |            |            | 2:25:50 h    | 57     |
| Luis Henry Campos       | 20 km Gehen |         |         |            |            | 1:20:56 h PB | 22     |
| César Augusto Rodríguez | 20 km Gehen |         |         |            |            | 1:19:52 h NR | 17     |
| César Augusto Rodríguez | 35 km Gehen |         |         |            |            | DNS          | DNS    |
| Luis Henry Campos       | 35 km Gehen |         |         |            |            | DNS          | DNS    |

#### Sprung/Wurf
| Athlet            | Disziplin  | Qualifikation | Qualifikation | Finale     | Finale |
| Athlet            | Disziplin  | Weite/Höhe    | Platz         | Weite/Höhe | Platz  |
| ----------------- | ---------- | ------------- | ------------- | ---------- | ------ |
| José Luis Mandros | Weitsprung | 7,53 m        | 30            | DNQ        | DNQ    |

### Frauen

#### Laufdisziplinen
| Athletin             | Disziplin   | Vorlauf | Vorlauf | Halbfinale | Halbfinale | Finale       | Finale |
| Athletin             | Disziplin   | Zeit    | Platz   | Zeit       | Platz      | Zeit         | Platz  |
| -------------------- | ----------- | ------- | ------- | ---------- | ---------- | ------------ | ------ |
| Luz Mery Rojas       | 10.000 m    |         |         |            |            | 33:19,61 min | 19     |
| Nicolasa Condori     | Marathon    |         |         |            |            | 2:42:25 h    | 53     |
| Aydee Loayza Huaman  | Marathon    |         |         |            |            | 2:45:40 h    | 62     |
| Zaida Ramos          | Marathon    |         |         |            |            | 2:36:23 h    | 35     |
| Mary Luz Andia       | 20 km Gehen |         |         |            |            | 1:35:38 h SB | 31     |
| Evelyn Inga          | 20 km Gehen |         |         |            |            | DQ           | DQ     |
| Kimberly García León | 20 km Gehen |         |         |            |            | 1:27:32 h    | 04     |
| Kimberly García León | 35 km Gehen |         |         |            |            | 2:40:52 h    | Silber |
| Evelyn Inga          | 35 km Gehen |         |         |            |            | 2:46:18 h PB | 04     |